# Xanthotype manitobensis
Xanthotype manitobensis là một loài bướm đêm trong họ Geometridae.